# Список музичних училищ України
В період з 1967 по 1997 роки в Україні існувало 33 музичні училища, подані в цьому списку. 1997 року 6 із них (Вінницьке, Волинське, Луганське, Одеське, Сумське, Чернівецьке) були об'єднані з училищами культури і отримали назву «училища культури і мистецтв».
Починаючи з 2008 року в Україні триває процес перейменувань навчальних закладів, у ході якого першим втратив назву «училище» заклад у Києві, отримавши назву «Інститут музики», а згодом — «муніципальна академія музики», а впродовж 2016 року більшість училищ зазнає перейменування в «коледж».
9 училищ (Київське, Харківське, Одеське, Дніпропетровське, Миколаївське, Полтавське, Херсонське, Сімферопольське, Житомирське) були засновані за часів Російської імперії, 9 — у міжвоєнний час, інші — у повоєнний час. Із початком російської збройної агресії два училища - Сімферопольське і Донецьке, опинилися під управлінням окупаційних адміністрацій. Одне з училищ (Луганське) було перепрофілійоване.    
| Училище                                                                     | Рік заснування | Сучасна назва закладу                                              | Пік присвоєння імені | Об'єднано з училищем культури | Перейменування                      | Фото | Офіційний сайт                                 |
| --------------------------------------------------------------------------- | -------------- | ------------------------------------------------------------------ | -------------------- | ----------------------------- | ----------------------------------- | ---- | ---------------------------------------------- |
| Артемівське музичне училище                                                 | 1926           | Бахмутський коледж мистецтв імені Івана Карабиця                   | 2004                 | -                             | 2016                                |      | https://amuzatua.wixsite.com/amuz              |
| Вінницьке музичне училище                                                   | 1958           | Вінницький коледж культури і мистецтв імені М. Д. Леонтовича       | 1968                 | 1997                          | 2018                                |      | http://vukm.com.ua/                            |
| Луцьке музичне училище                                                      | 1959           | Волинський коледж культури і мистецтв імені І. Ф. Стравінського    | 2009                 | 1997                          | 2017                                |      | http://www.vkkm.lutsk.ua/                      |
| Дніпропетровське музичне училище імені М. Глінки                            | 1898           |                                                                    |                      | -                             |                                     |      |                                                |
| Донецьке музичне училище                                                    | 1935           |                                                                    |                      | -                             | (2015)                              |      |                                                |
| Дніпродзержинське обласне музичне училище                                   | 1967           | Кам'янський музичний коледж ім. М. Скорика                         | 2021                 | -                             | 2015                                |      | http://dndzmusic.in.ua/                        |
| Дрогобицьке музичне училище                                                 | 1945           | Дрогобицький музичний коледж імені Василя Барвінського             | 1995                 | -                             | 2016                                |      | http://new.ddmu.org.ua/                        |
| Житомирське музичне училище імені Віктора Косенка                           | 1911           | Житомирський музичний фаховий коледж ім. В.С. Косенка              | 1938                 | -                             | 2020                                |      | https://kosenko.com.ua/                        |
| Запорізьке музичне училище ім. П. Майбороди                                 | 1930           |                                                                    | 1990                 | -                             | -                                   |      | http://maiboroda.zzz.com.ua/                   |
| Івано-Франківське музичне училище ім. Д. Січинського                        | 1940           |                                                                    | 1965                 | -                             |                                     |      | http://ifmuds.if.ua/                           |
| Київське музичне училище                                                    | 1868           | Київська муніципальна академія музики імені Рейнгольда Глієра      | 1956                 |                               | 2008 — «Інститут» 2018 — «Академія» |      | https://glieracademy.org/                      |
| Кіровоградське музичне училище                                              | 1959           | Кіровоградський музичний коледж                                    | -                    | -                             | 2017                                |      | http://www.kmy.org.ua/                         |
| Криворізьке міське музичне училище                                          | 1961           | Криворізький обласний музичний коледж                              | -                    | -                             | ?                                   |      | http://komu.dp.ua/                             |
| Луганське музичне училище                                                   | 1927 / 1945    | Коледж Луганської державної академії культури і мистецтв           |                      | 1997                          | 2010                                |      | https://kldakm.wixsite.com/klgaki              |
| Львівське державне музичне училище ім. С.Людкевича                          | 1939           | Львівський музичний коледж імені С. П. Людкевича                   | 1989                 | -                             | 2016                                |      | http://ldmu-lyudkevych.com.ua/                 |
| †Львівське музично-педагогічне училище імені Ф. Колесси                     | 1947           |                                                                    |                      |                               | 2009                                |      |                                                |
| Миколаївське музичне училище                                                | 1900           | Миколаївський коледж музичного мистецтва                           |                      | -                             | 2018                                |      |                                                |
| Маріупольське музичне училище                                               | 1960           | Маріупольський коледж мистецтв                                     |                      | -                             | 2017                                |      | http://muzmar.com.ua/                          |
| Одеське музичне училище                                                     | 1897           | Одеський коледж мистецтв імені К.Ф. Данькевича                     | 1984                 | 1997                          | 2018                                |      | https://oumk.od.ua/                            |
| Полтавське державне музичне училище імені М. Лисенка                        | 1903           | Полтавський коледж мистецтв імені М.В. Лисенка                     | 1930                 | -                             | 2019                                |      | http://www.pmu.pl.ua/                          |
| Рівненське музичне училище                                                  | 1955           |                                                                    |                      | 19971998                      |                                     |      | http://www.muz.rv.ua/                          |
| Сімферопольське музичне училище імені П. Чайковського                       | 1910           |                                                                    | 1940                 | -                             | (2014)                              |      |                                                |
| Сумське музичне училище                                                     | 1960           | Сумське вище училище мистецтв і культури ім. Д. Бортнянського      | 1985                 | 1997                          |                                     |      | https://svumik.sumy.ua/                        |
| Сєверодонецьке музичне училище ім. С. Прокоф'єва                            | 1966           | Сєвєродонецький коледж культури і мистецтв імені Сергія Прокоф'єва | 1976                 | -                             | 2017                                |      | http://www.sevmuz.lg.ua/                       |
| Тернопільське обласне державне музичне училище імені Соломії Крушельницької | 1958           | Тернопільський музичний коледж ім. Соломії Крушельницької          | 1963                 | -                             | 2018                                |      | http://tmc.te.ua/                              |
| Дзержинське музичне училище                                                 | 1965           | Торецький музичний коледж                                          |                      | -                             | 2016                                |      | http://dzmu.org.ua/                            |
| Ужгородське музичне училище ім. Д. Задора                                   | 1946           | Ужгородський музичний коледж імені Д.Є. Задора                     | 1991                 | -                             | 2017                                |      | http://muzdepartament.uz.ua/                   |
| Уманське обласне музичне училище ім. П. Демуцького                          | 1963           | Уманський обласний музичний коледж ім. П.Д. Демуцького             | 1988                 | -                             | 2020                                |      | http://www.umuz.16mb.com/                      |
| Харківське музичне училище імені Б. Лятошинського                           | 1883           | Харківський музичний фаховий коледж ім. Б.М. Лятошинського         | 1968                 | -                             | 2020                                |      | http://hmu.net.ua/                             |
| Хмельницьке музичне училище імені Владислава Заремби                        | 1959           | Хмельницький фаховий музичний коледж імені В.І. Заремби            | 2000                 | -                             | 2021                                |      | http://muz.km.ua/                              |
| Херсонське музичне училище                                                  | 1908           | Херсонський фаховий коледж музичного мистецтва                     |                      | -                             | 2020                                |      | https://collegeart.ks.ua/                      |
| Черкаське музичне училище ім. С. Гулака-Артемовського                       | 1961           | Черкаський музичний коледж ім. С.С. Гулака-Артемовського           | 1986                 | -                             | 2020                                |      | https://cherkasy-music-art.org.ua              |
| Чернівецьке музичне училище імені С. Воробкевича                            | 1940           | Чернівецький обласний коледж мистецтв ім.С.Воробкевича             | 1986                 | 1997                          | 2017                                |      | https://sydirvorobkevych.wixsite.com/choumimsv |
| Чернігівське музичне училище імені Л. Ревуцького                            | 1961           | Чернігівський музичний коледж ім.Л.Ревуцького                      | 1977                 |                               | 2017                                |      | http://www.rewuch.org.ua/                      |